# Erlbach-Kirchberg
Erlbach-Kirchberg é um município da Alemanha localizado no distrito de Erzgebirgskreis, região administrativa de Chemnitz, estado da Saxônia.
Pertence ao Verwaltungsgemeinschaft de Lugau (Erzgebirge).